# Căiuți (gmina)
Căiuți – gmina w Rumunii, w okręgu Bacău. Obejmuje miejscowości Blidari, Boiștea, Căiuți, Florești, Heltiu, Mărcești, Popeni, Pralea i Vrânceni. W 2011 roku liczyła 5252 mieszkańców.